# Lars Vogt
Pour les articles homonymes, voir Vogt (homonymie).
Lars Vogt, né le 8 septembre 1970 à Düren et mort le 5 septembre 2022  à Erlangen, est un pianiste et chef d'orchestre allemand.

## Biographie

### Carrière
Lars Vogt étudie à la Hochschule für Musik de Hanovre avec Karl-Heinz Kämmerling. Il devient célèbre en 1990, après avoir remporté le second prix au Concours international de piano de Leeds. Depuis, il continue à donner le répertoire des grands concertos et des récitals. En 1998, il fonde le festival Spannungen à Heimbach (Eifel). 
En mai 2014, l'Orchestre symphonique royal du Nord (en) annonce sa nomination, en tant que nouveau directeur de la musique dès 2015,,. Vogt sert en tant que directeur musical pour la saison 2014-2015, dans son premier poste officiel de chef d'orchestre.
En 2004, Lars Vogt reçoit à la fois le prix Brahms et l'Echo Klassik. Il remporte le Prix culturel de la Fondation culturelle des caisses d'épargne de Rhénanie (de) en 2006.
Lars Vogt a pris les fonctions de directeur musical de l'Orchestre de chambre de Paris à compter du 1er juillet 2020, et son contrat est prolongé jusqu'à 2025.

### Vie privée
Lars Vogt s'est marié en premières noces avec la compositrice russe Tatiana Komarova avec qui il a une fille. Il s'est remarié en 2018 avec la violoniste polonaise Anna Rezniak. Il parle couramment l'anglais et le russe. 

### Mort
Lars Vogt annonce en mai 2021 être soigné contre un cancer du foie. Il meurt le 5 septembre 2022 à Erlangen, en Bavière.

## Discographie
Lars Vogt enregistre notamment pour les labels Avi, BBC classics, Berlin Classics, EMI, Virgin, Oehms Classics et Ondine.

### Piano
- Beethoven, Sonates pour piano nos 5 et 32, Variations en ut mineur, WoO. 80 (27-29 juillet 1995, EMI) (OCLC 61368837)
- Brahms, Sonate pour piano no 3, Ballades op. 10 (25, 26, 28 octobre 1998, EMI) (OCLC 51506113)
- Brahms, Sonates pour piano nos 1 et 2, Scherzo, op. 4 (4-6 décembre 2001, EMI) (OCLC 437364635)
- Brahms, 3 Intermezzi op. 117, Klavierstücke op. 118, Klavierstücke op. 119 (4-5 novembre 2002, EMI) (OCLC 77088903)
- Haydn, Sonate pour piano, Hob. XVI:13, 20, 21, 37 (15-17 juillet 1992, EMI) (OCLC 223017403)
- Mozart, Sonates pour piano nos 10, 11, 12, Fantaisies et rondos, Adagio en si mineur, Variations sur un menuet de Duport (mars et juin 2005, 2CD EMI) (OCLC 64576191)
- Schubert, Sonate pour piano n° 21, D960 / 3 Klavierstücke, D946 (2006, Deutschlandradio/Avi 8553098) (OCLC 871893493)
- Schumann, Kreisleriana op. 16, Bunte Blätter op. 99 (8-11 mars 1994, EMI) (OCLC 40878553)
- Schumann, Fantaisie en ut majeur / Liszt, Sonate en si mineur (3-5 mai 2010, Berlin Classics) (OCLC 664684298)
- Moussorgski, Tableaux d'une exposition - avec Konrad Beikircher
- Haydn (Sonate, Hob.XVI: 50), Brahms (Klavierstücke, op. 119), Schubert (Sonate, op. 78/D.894), Lachenmann (Schubert-Variationen) (17-20 juin 1991, EMI) (OCLC 38984093)

### Musique de chambre
- Brahms, Sonates pour alto op. 120 et Schumann, Märchenbilder, op. 113 - Rachel Roberts, alto (mai 2010, Avi) (OCLC 776930379)
- Brahms, Sonates pour violoncelle et piano, Schumann, Fantasiestücke op. 73, Trois Romances op. 94 - Boris Pergamenschikow, violoncelle (concert, 6-8 septembre 2002, EMI) (OCLC 57176865)
- Brahms, Sonates pour clarinette et piano - Sabine Meyer, clarinette (concerts Heimbach, 9-11 septembre, EMI) (OCLC 57218986)
- Brahms, Trios avec piano - avec Christian Tetzlaff, violon ; Tanja Tetzlaff, violoncelle (27-29 mai 2014, Ondine ODE 1271-2) (OCLC 911496577)
- Haydn, Trios avec piano Hob. XV:15 - Kornelia Brandkamp, flûte ; Tanja Tetzlaff, violoncelle (16-18 juin 2000, 2CD EMI) (OCLC 872326218)
- Mozart, Sonate pour violon et piano nos 26, 30, 32 (K.379, 454, 526) - Christian Tetzlaff, violon (2012, Ondine ODE 1204-2) (OCLC 847544794)
- Mozart, Trio avec piano / Berg, Sonate / Schönberg, Symphonie de chambre (Heimbach)
- Dvořák, Sonatine / Tchaïkovski, Trio avec piano (concert Heimbach, EMI)
- Dvořák, Trio avec piano en fa mineur, Chostakovitch, Trio op. 67 - Christian Tetzlaff, Antje Weithaas (violon) ; Boris Pergamenschikow (violoncelle) ; Lars Vogt (piano) (concert Heimbach, 10 et 15 juin 2000, EMI) (OCLC 610866403)
- Sonates pour violoncelle russes : Chostakovitch (Sonate n° 2), Prokofiev, Stravinsky (Suite Italienne) - avec Truls Mørk, violoncelle (1994/1996, Virgin 4 82067 2) (OCLC )
- Sonates pour violon françaises : Franck, Saint-Saëns (op. 75), Ravel - avec Sarah Chang, violon (mai 2003, EMI 5 57679 2) (OCLC 659230213)
- Schumann, Sonates pour violon - Christian Tetzlaff, violon (27-29 juin 2011 [sonate 2]/23-25 avril 2012 [Sonates 1 et 3], Ondine ODE 1205-2) (OCLC 957595309)

### Concertos
- Beethoven, Concertos pour piano n° 1 et 2, City of Birmingham Symphony Orchestra, dir. Simon Rattle
- Beethoven, Triple concerto - Gordon Nikolitch (violon), Tim Hugh (violoncelle), Lars Vogt (piano), Orchestre symphonique de Londres, dir. Bernard Haitink, concert, novembre 2005 (LSO Live) (OCLC 71792553)
- Beethoven, Concertos pour piano n° 2 et 4 - Royal Northern Sinfonia, piano & dir. Lars Vogt (Ondine)
- Beethoven, Concertos pour piano n° 1 et 5 - Royal Northern Sinfonia, piano & dir. Lars Vogt (Ondine)
- Beethoven, Triple Concerto, Concerto pour piano n° 3 - Christian Tetzlaff (violon), Tanja Tetzlaff (violoncelle), Royal Northern Sinfonia, piano & dir. Lars Vogt (Ondine)
- Mozart, Concertos pour piano n° 20 K. 466 et n° 23 K.488° - Orchestre du Mozarteum de Salzbourg, dir. Ivor Bolton, concerts, 5 janvier et 30-31 août 2008 (Oehms Classics OC 727) (OCLC 433624025)
- Grieg / Schumann, Concertos pour piano - City of Birmingham Symphony Orchestra, dir. Simon Rattle, 22-24 avril 1992 (EMI) (OCLC 851653159)